# Арарат (град)
Арарат (јерм. Արարատ) је град у истоименом марзу у Јерменији удаљен 48 км југозападно од Јеревана. 
Град је смештен на левој обали реке Аракса, која је уједно граница према Турској на удаљености од 7 км од планине Арарат. 
Град је основан 1939. године а име је добио по историјској планини Арарату, симболу свих Јермена. Развио се од радничког насеља које је 1927. изграђено уз фабрику цемента. Привредна активност и данас почива на производњи цемента те на фабрици за прераду златне руде. Руда се на прераду довози из градића Сотк у Гехаркунику.
Међутим фабрика за прераду злата је и један од највећих загађивача, не само у граду него и у целој области, а посебно су штетне високе количине цијанида који је у више наврата услед хаварија у постројењу доспевао у земљиште и воде, узрокујући масовне поморе стоке и рибе.
Железницом је повезан са главним градом Јереваном.

## Градови побратими
Биси Сен Жорж, Француска - од 7. августа 2009.